# Phyllopezus
Phyllopezus — рід геконоподібних ящірок родини Phyllodactylidae. Представники цього роду мешкають в Південній Америці.

## Види
Рід Phyllopezus нараховує 8 видів:
- Phyllopezus diamantino Dubeux, Goncalves, Palmeira, Nunes, Cassimiro, Gamble, Werneck, Rodrigues, & Mott, 2022
- Phyllopezus heuteri Cacciali, Lotzkat, Gamble & G. Köhler, 2018
- Phyllopezus lutzae (Loveridge, 1941)
- Phyllopezus maranjonensis Koch, Venegas & Böhme, 2006
- Phyllopezus periosus Rodrigues[fr], 1986
- Phyllopezus pollicaris (Spix, 1825)
- Phyllopezus przewalskii Koslowsky, 1895
- Phyllopezus selmae Dubeux, Goncalves, Palmeira, Nunes, Cassimiro, Gamble, Werneck, Rodrigues, & Mott, 2022

## Етимологія
Наукова назва роду Phyllopezus походить від сполучення слів дав.-гр. φυλλον — лист і πεζoς — пішком.